# Sindrom Belzebul
Sindrom Belzebul je 664. redovna epizoda Zagora objavljena u svesci #196. u izdanju Veselog četvrtka. Na kioscima u Srbiji se pojavila 7. februara 2023. Koštala je 350 din (3 €; 3,2 $). Imala je 94 strane. Ovo je 2. deo duže epizode, koja je započela u #195: Zombiji u Darkvudu.

## Originalna epizoda
Originalna sveska pod nazivom Le sindromi di Belzebul objavljena je premijerno u #663. regularne edicije Zagora u izdanju Bonelija u Italiji 3. novembra 2020. Epizodu je nacrtao Paolo Bizi, a scenario napisao Samuel Marola. Naslovnu stranu je nacrtao Alesandro Pičineli. Cena sveske za evropskom tržištu iznosila je 4,4 €. 

## Povezane epizode
Događaji u ovoj epizodi povezane su sa sveskom Smrtonosna opasnost (Odabrane priče #37) i Oluja nad Haitijem (Odabrane priče #55).

## Prethodno objavljivanje ove epizode
Epizoda je u celosti već bila objavljena u Novoj zlatnoj seriji u okviru #28 pod nazivom Sindrom belzebul 25. marta 2021. godine.

## Prethodna i naredna epizoda
Prethodna sveska Zagora u okviru redovne edicije nosila je naslov Zombiji u Darkvudu (#195), a naredna Dobro došli u Hevenvud (#197).